# مسجد الأقمر
الجامع الأقمر هو أحد مساجد القاهرة الفاطمية، يوجد هذا الجامع في شارع النحاسين وقد بناه الوزير المأمون البطائحي بأمر من الخليفة الآمر بأحكام الله أبى على منصور سنة 519هـ (1125 م) وهـو أول جامع في القاهرة تحتوي واجهته علي تصميم هندسي خاص. يروي المقريزي أن المسجد بنى في مكان أحد الأديرة التي كانت تسمى بئر العظمة، لأنها كانت تحوي عظام بعض شهداء الأقباط. وسمي المسجد بهذا الاسم نظرًا للون حجارته البيضاء التي تشبه لون القمر، ويشبه في اسمه مساجد فاطمية أخرى سميت بأسماء منيرة مثل الأنور والأزهر.
وهـو أول جامع أيضا فيه الواجهة موازية لخط تنظيم الشارع بدل أن تكون موازية للصحن ذلك لكى تصير القبلة متخذة وضعها الصحيح ولهذا قإن داخل الجامع منحرف بالنسبة للواجهة، وهو مكون من صحن صغير مربع مساحته عشرة أمتار مربعة تقريبا يحيط به رواق واحد من ثلاثة جوانب وثلاثة أروقة في الجانب الجنوبي الشرقي أي في إيوان القبلة. وعقود الأورقة محلاة بكتابات كوفية مزخرفة ومحمولة على أعمدة رخامية قديمة ذات قواعد مصبوبة وتيجان مختلفة تربطها ميد خشبية، ويرى في مدخله لأول مرة في عمارة المساجد العقد المعشق الذي انتشر في العمارة المملوكية في القرن الخامس عشر الميلادي وفوق هـذا العقد يوجد العقد الفارسي وهو منشأ على شكل مروحة تتوسطها دائرة في مركزه، واستعمل تصميم الجامع المقرنصات والتي لم تستعمل قبل ذلك إلا في مئذنة جامع الجيوشي.

## التاريخ

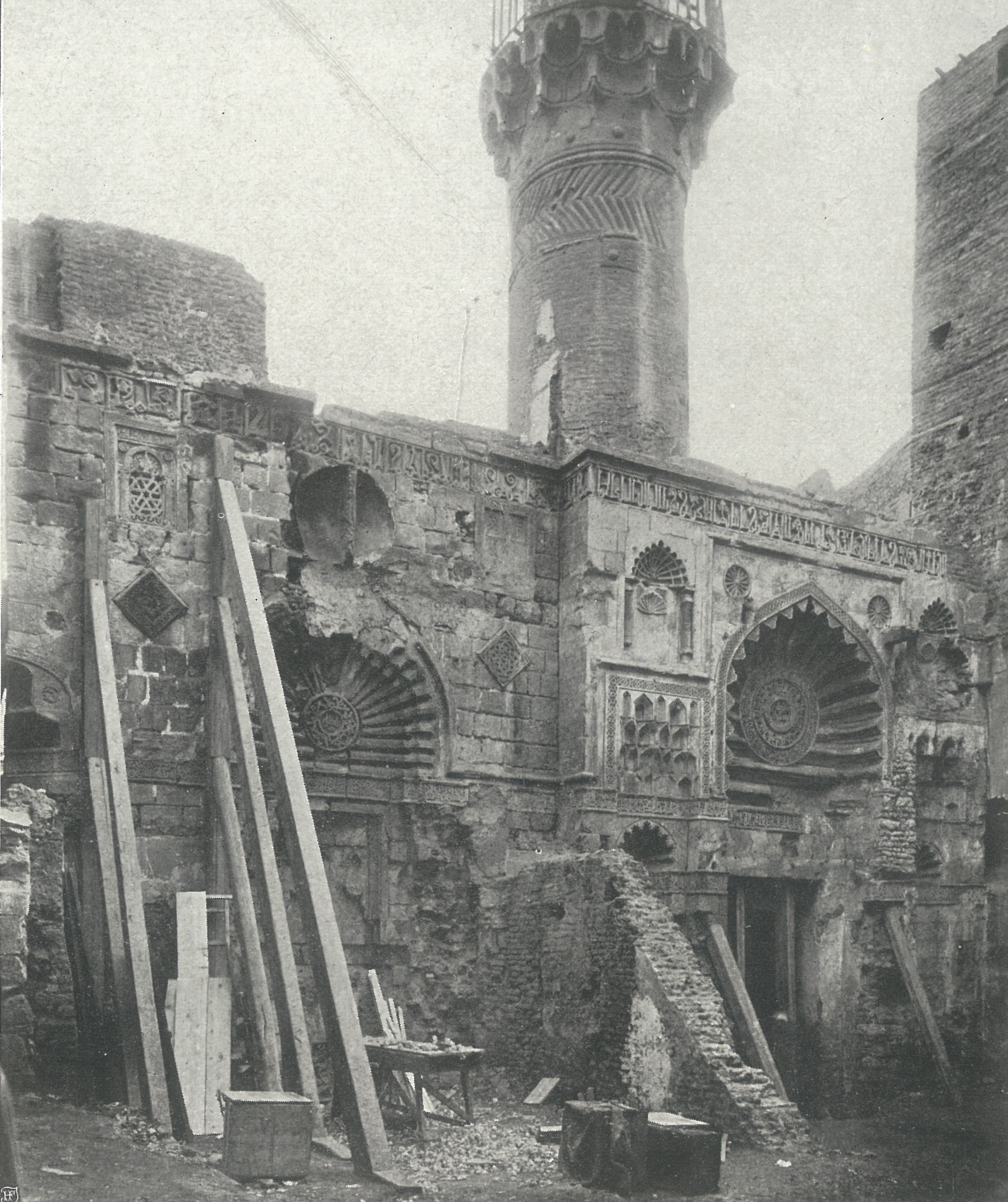
المسجد عام 1906 قبل الترميم الحديث. (كان النصف الأيمن من الواجهة مفقودًا)

تم بناء المسجد من قبل الوزير الفاطمي المأمون البطائحي الذي خدم في هذا المنصب من 1121 إلى 1125 تحت حكم الخليفة الآمر بأحكام الله. خدم المأمون خلال فترة أزمة سياسية وروحية كبيرة للخلافة الفاطمية، حيث لم يكن قد مضى وقت طويل منذ الحملة الصليبية الأولى. بدأ عددًا من الإصلاحات وأعاد الجوانب الاحتفالية للخلافة، سواء في القصور أو في الأماكن العامة. كما قام بعمل تجديدات أخرى على القصور الفاطمية الكبرى. تم القبض عليه بعد فترة وجيزة من الانتهاء من المسجد عام 1125، وتم إعدامه بعد 3 سنوات. :37 كان المأمون قد نشأ فقيرا بعد وفاة والده، وقبل أن يتم تعيينه من قبل الوزير الأفضل شاهنشاه (سلفه)، كان يعمل في وظائف منخفضة الأجر ورد أنها تضمنت تعلم مهارات البناء، وربما ساعدته هذه التجربة المبكرة في تحقيق إنجازاته المعمارية اللاحقة.
بني الجامع في الزاوية الشمالية الشرقية للقصر الفاطمي الشرقي الكبير، وربما خدم كلا من الحي وسكان القصر. قد يكون قربه من القصر أحد الأسباب التي جعلته لا يشمل مئذنة، على الأرجح كان ذلك لمنع أي شخص يتسلق المئذنة من النظر داخل قصور الخليفة.
قام الأمير المملوكي يلبغا السالمي بترميم المسجد عام 1393 أو 1397 وإضافة مئذنة (انهارت عام 1412 وأعيد ترميمها لاحقًا) بالإضافة إلى أكشاك المتاجر على يمين المدخل. كما قام السالمي بترميم أو استبدال المنبر والمحراب ومنطقة الوضوء.
ويروى الجبرتي أن سليمان آغا السلحدار، أمر بتجديد الجامع في عام «1236 هـ ـ 1821 م»، في عهد محمد على باشا، ليعيده إلى الخدمة مرة أخرى، بعد فترة من الإهمال ضربت أركان الجامع.
في عام 1993، تم تجديد المسجد بصورة كبيرة من قبل البهرة الداودية. وشمل ذلك استبدال محراب السالمي وعمل محراب جديد من الرخام وإعادة إعمار النصف الجنوبي من الواجهة الخارجية وجعله مشابها للنصف الشمالي الباقي. انتُقِد هذا التجديد لتضحيته ببعض العناصر التاريخية للمسجد، وخاصة في الداخل.

## الهندسة المعمارية
وصف المسجد بأنه أثر تاريخي «ابتكاري» ومؤثر في التاريخ المعماري للقاهرة. يعد ملحوظًا لميزتين على وجه الخصوص: زخرفة واجهته وتصميم الأرضية.

## معرض صور

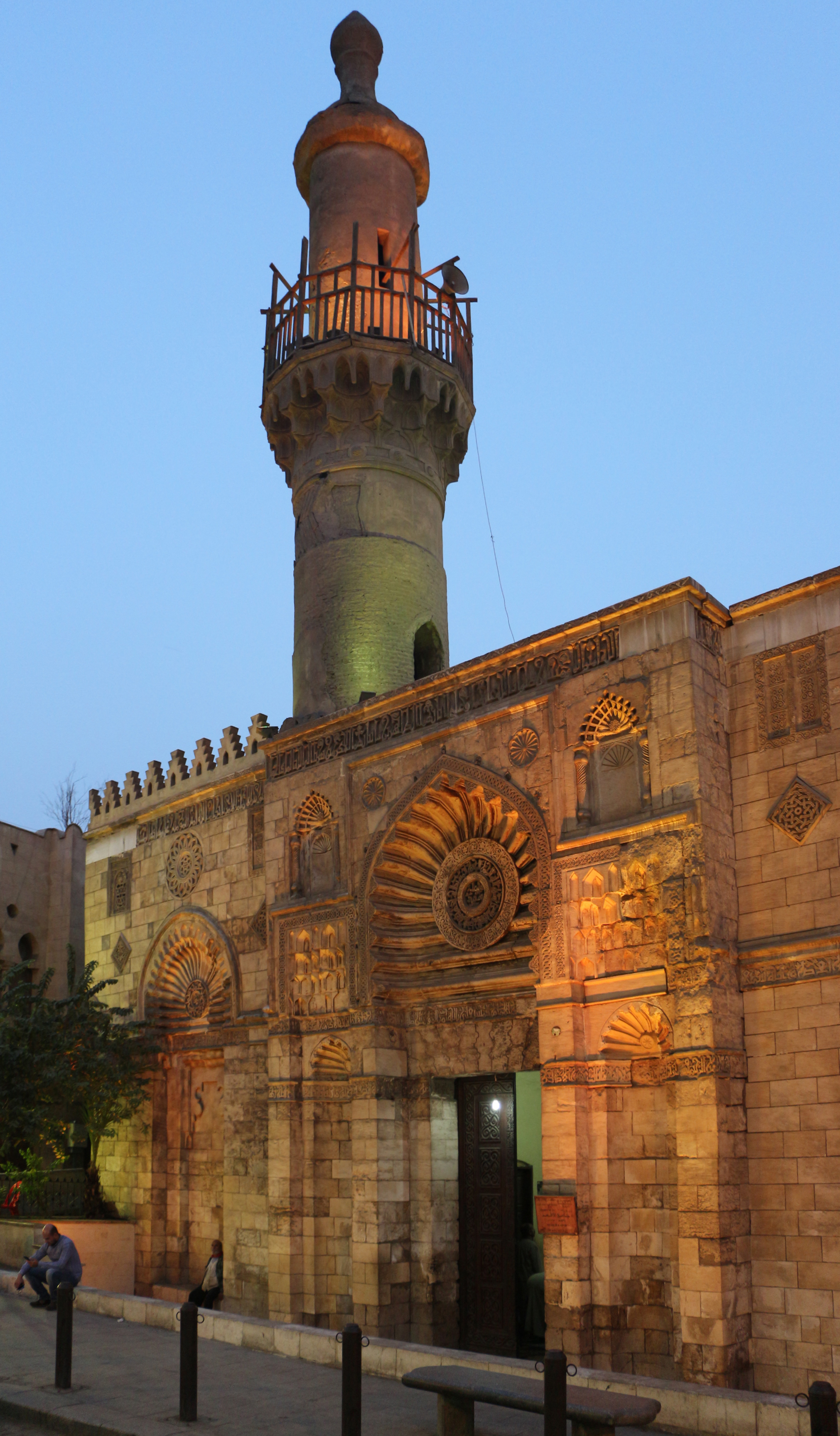
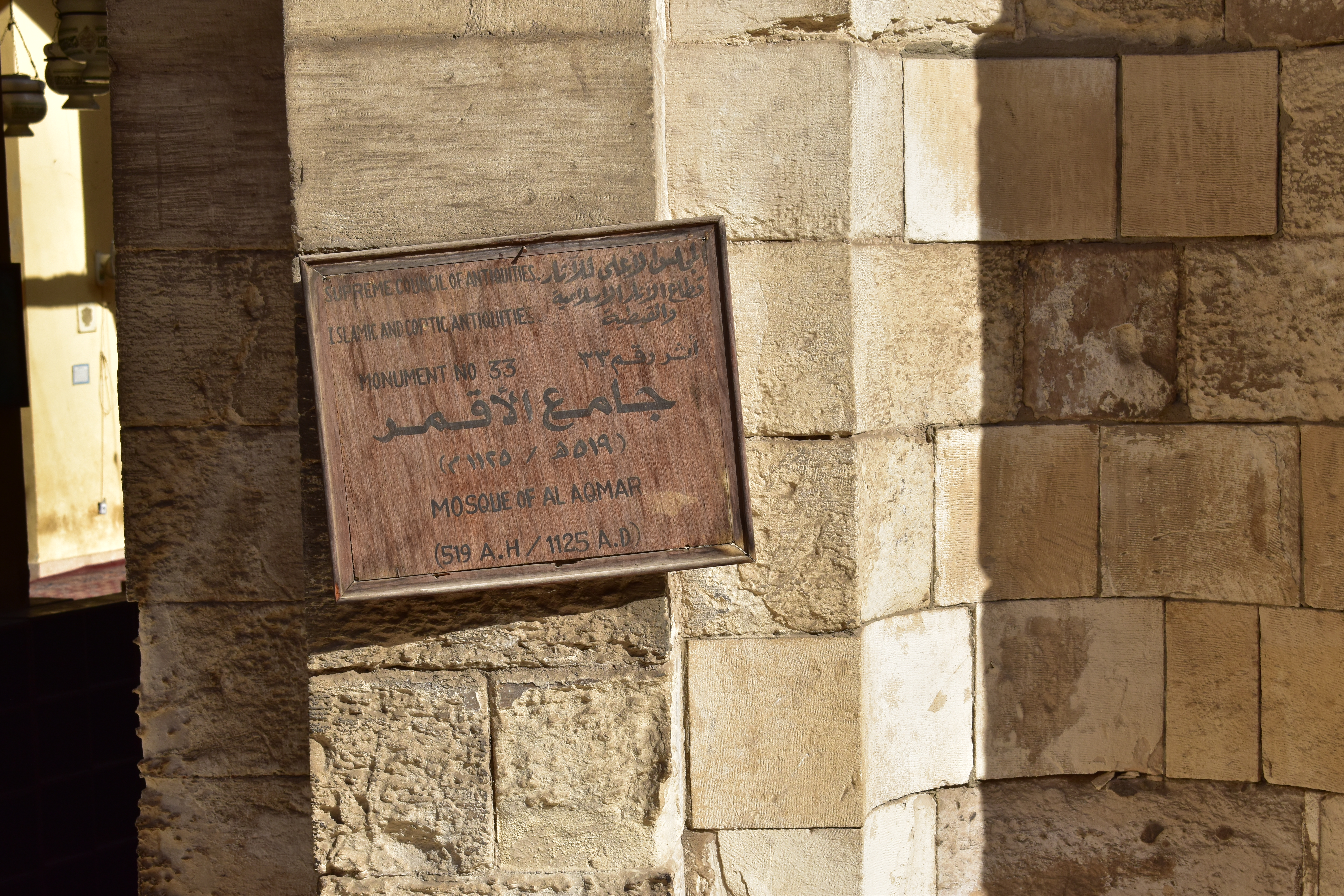
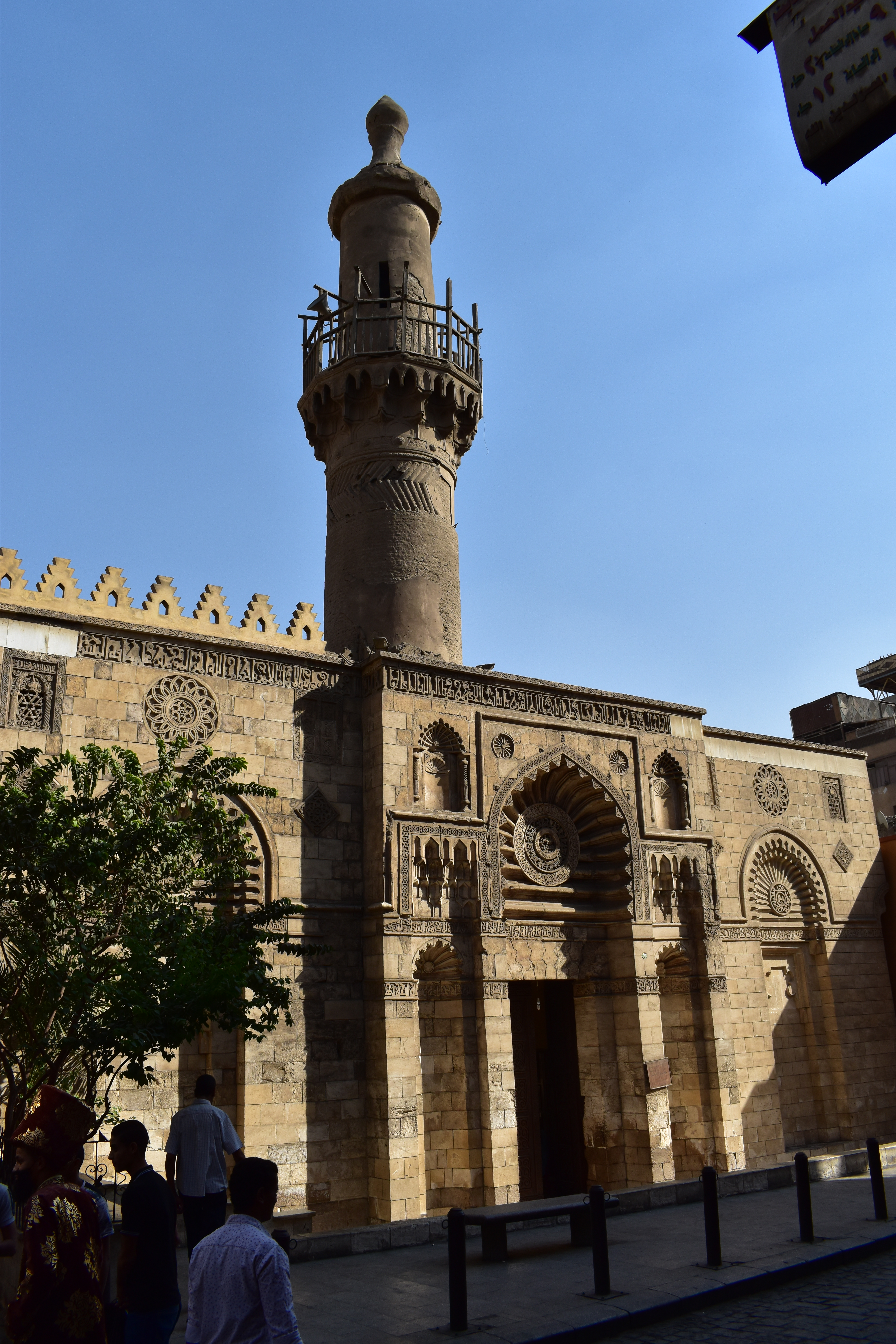
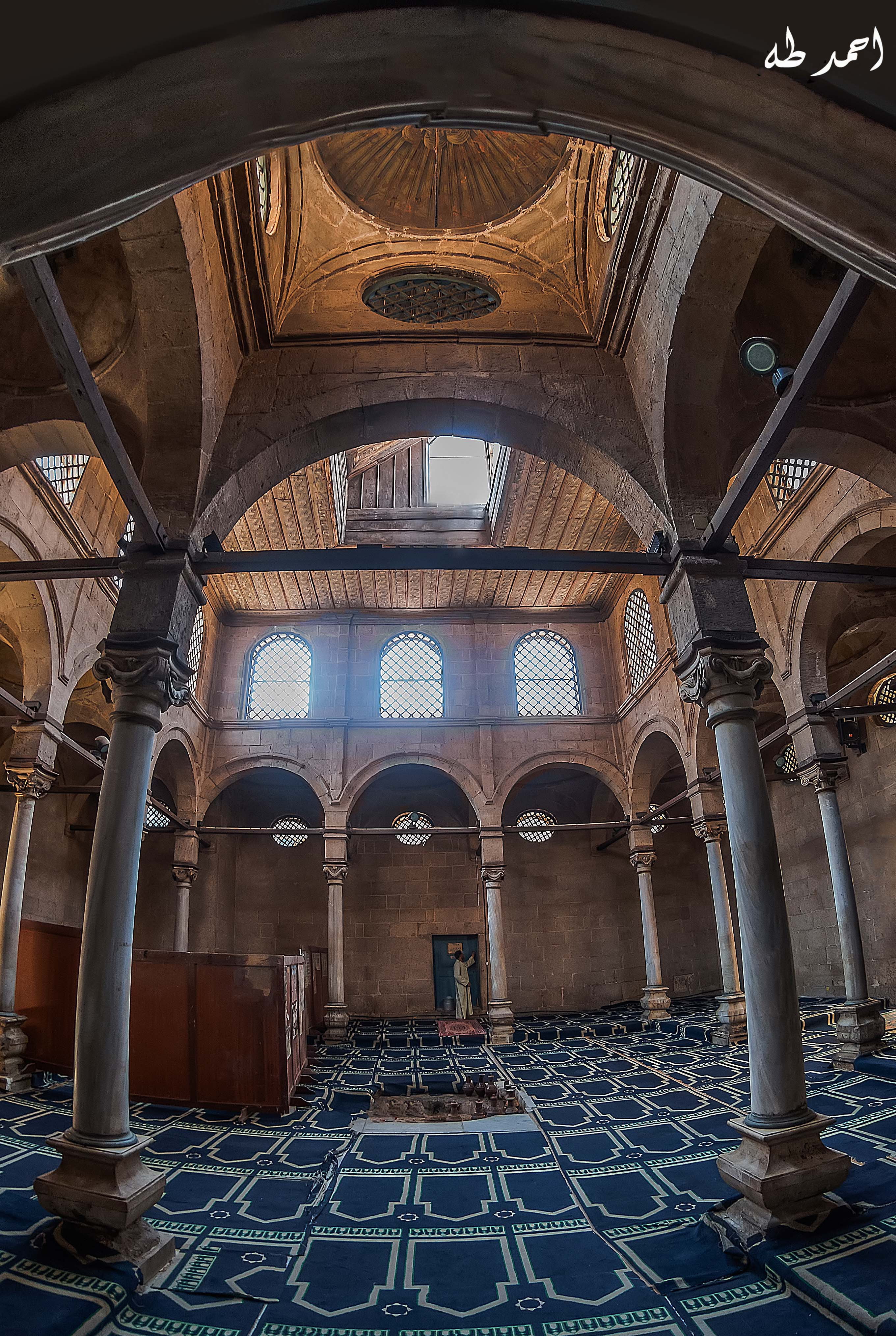
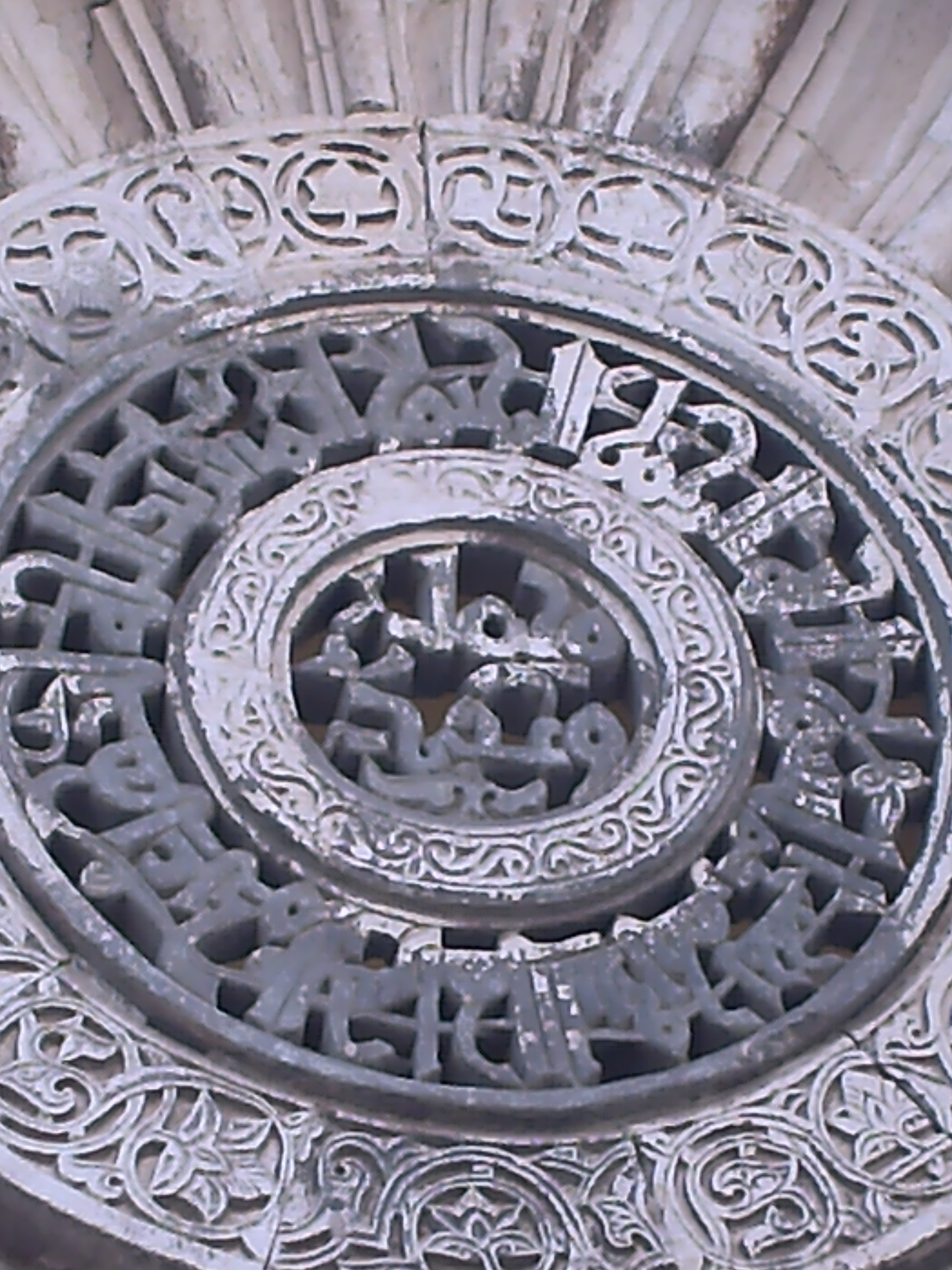
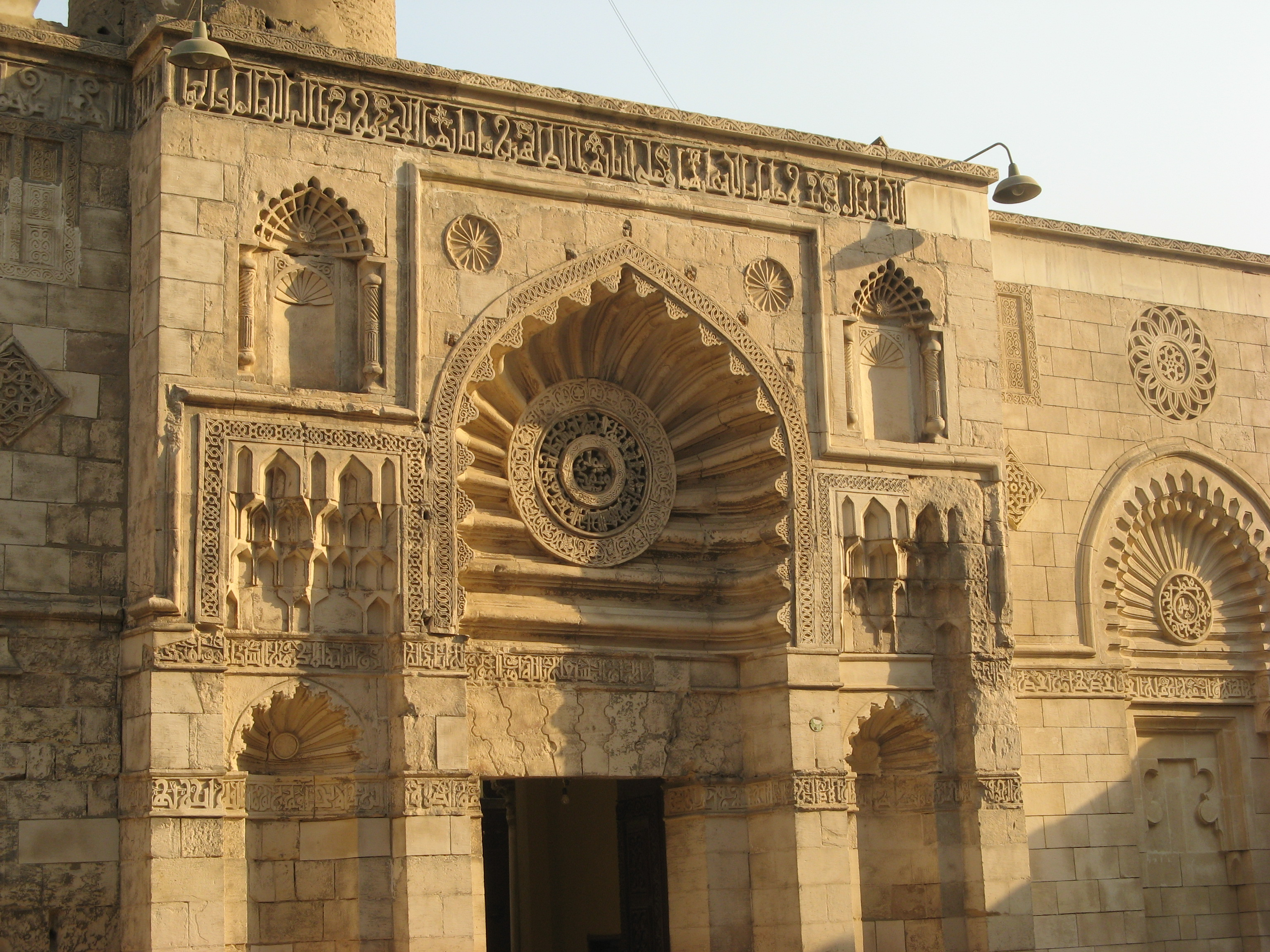
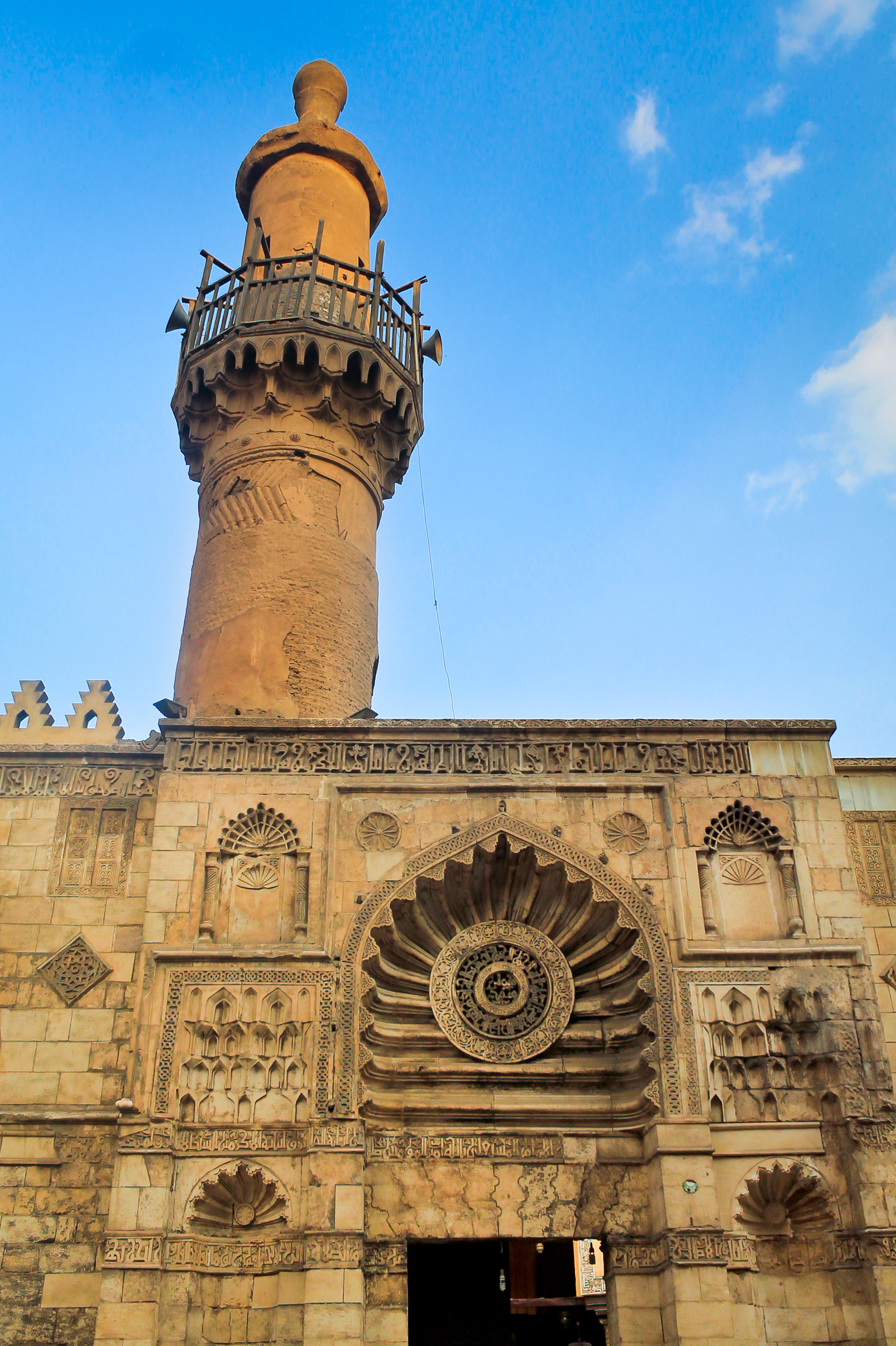
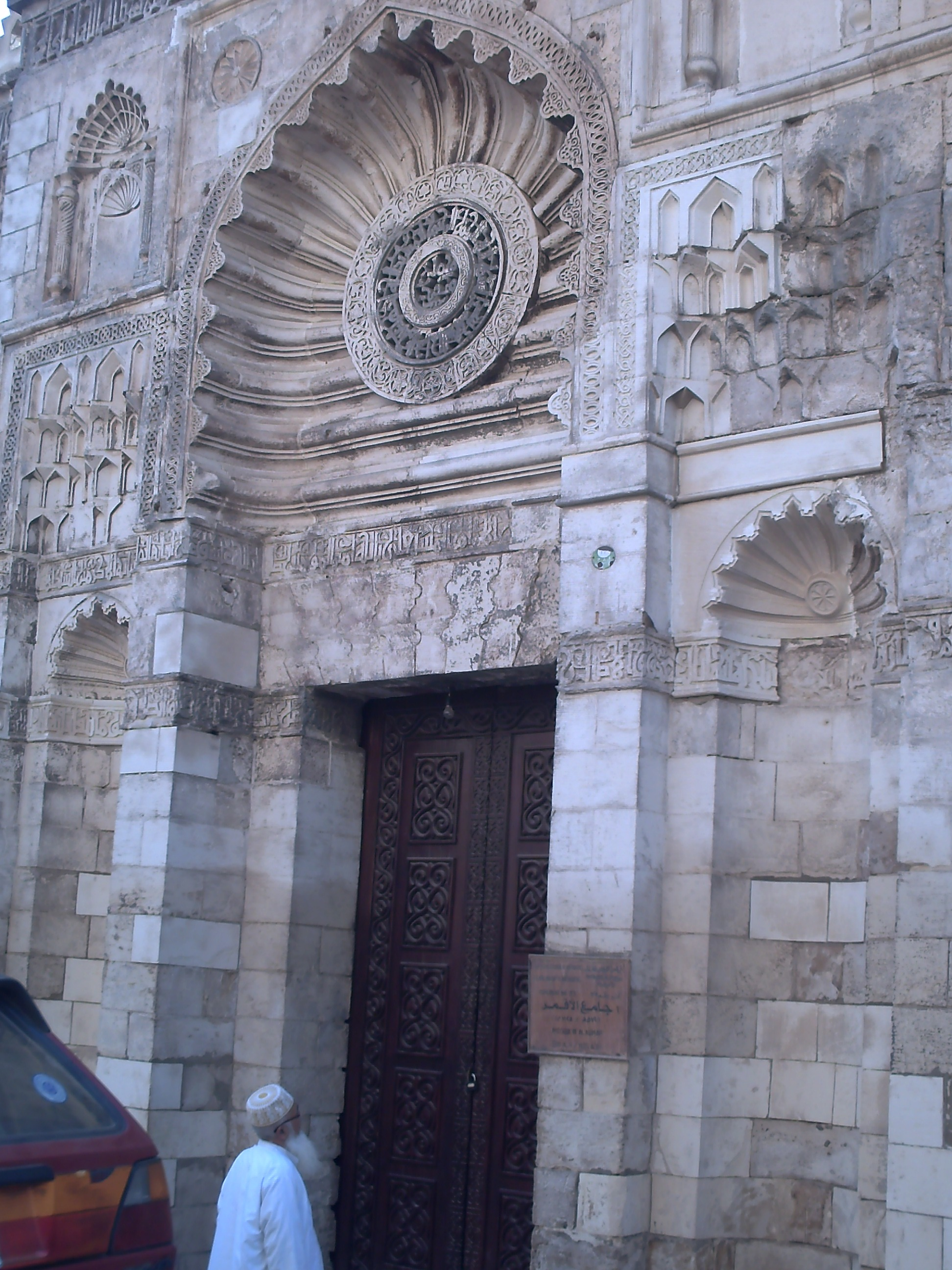
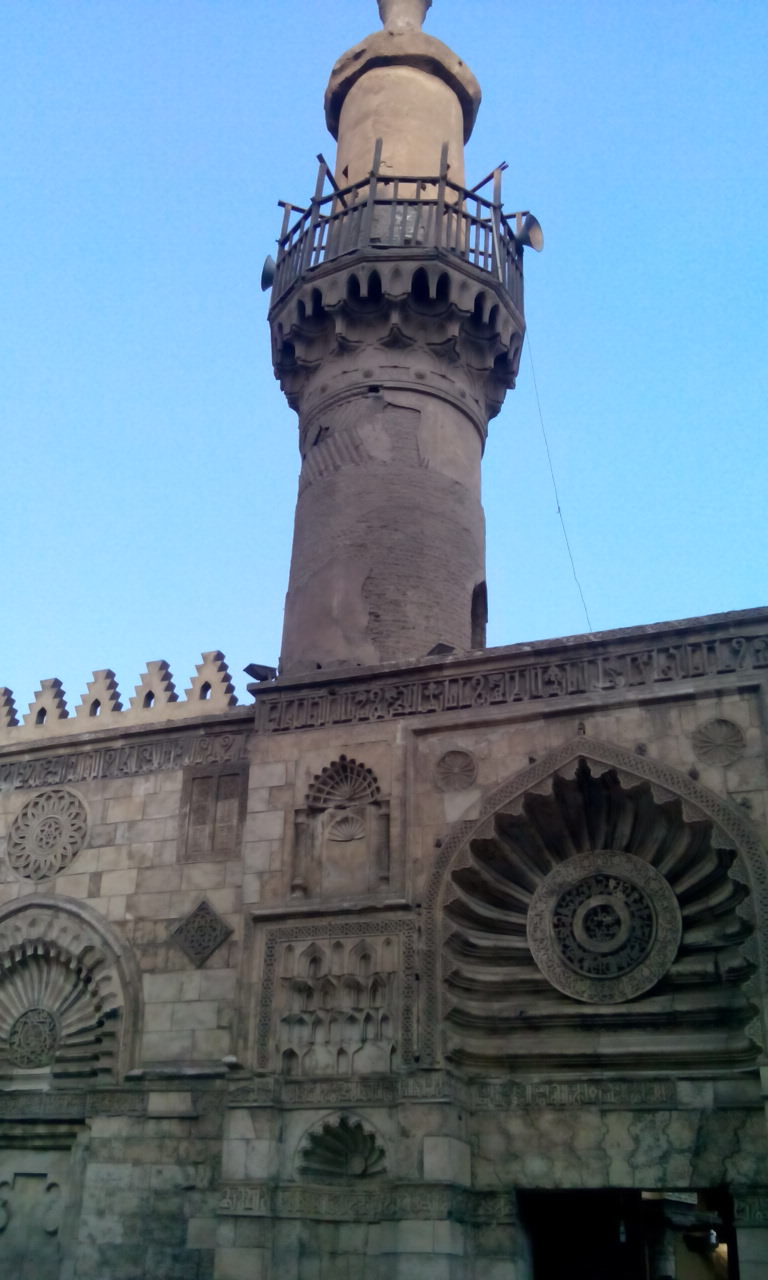
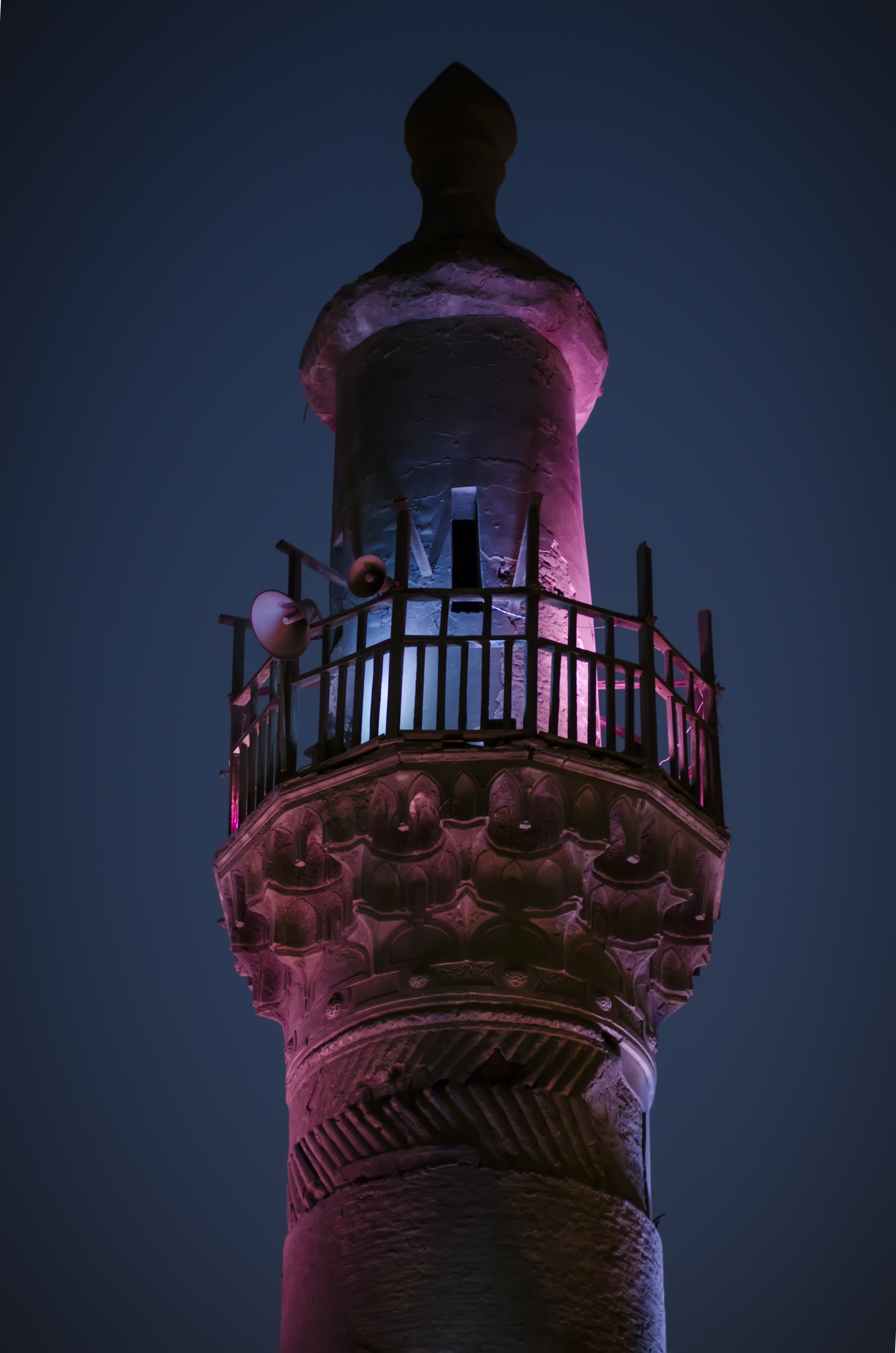
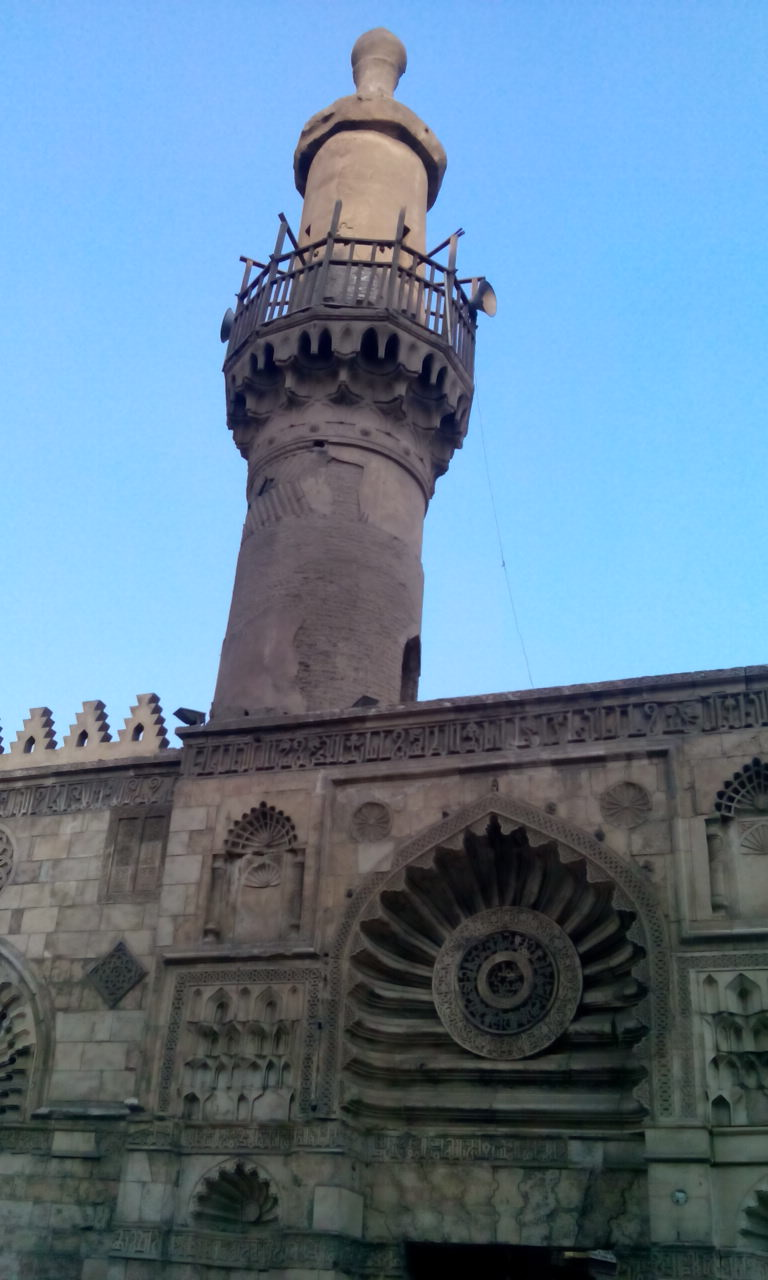
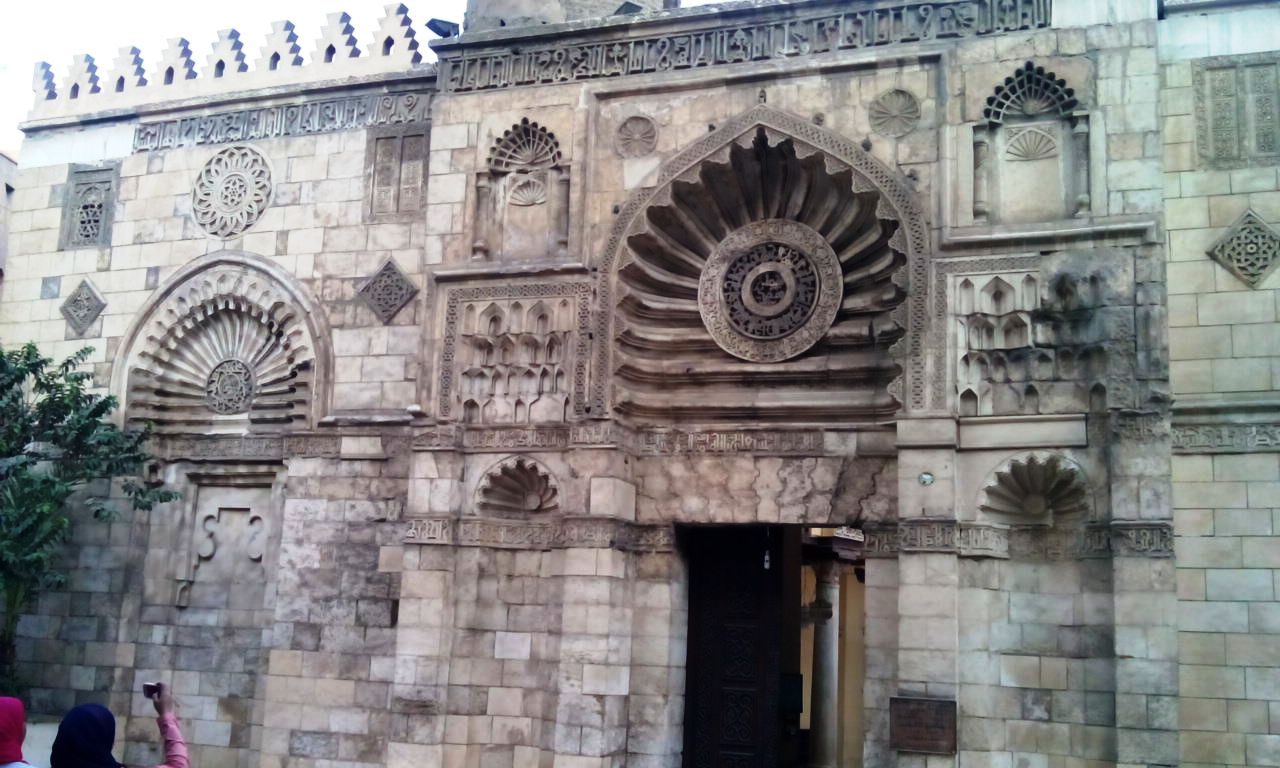
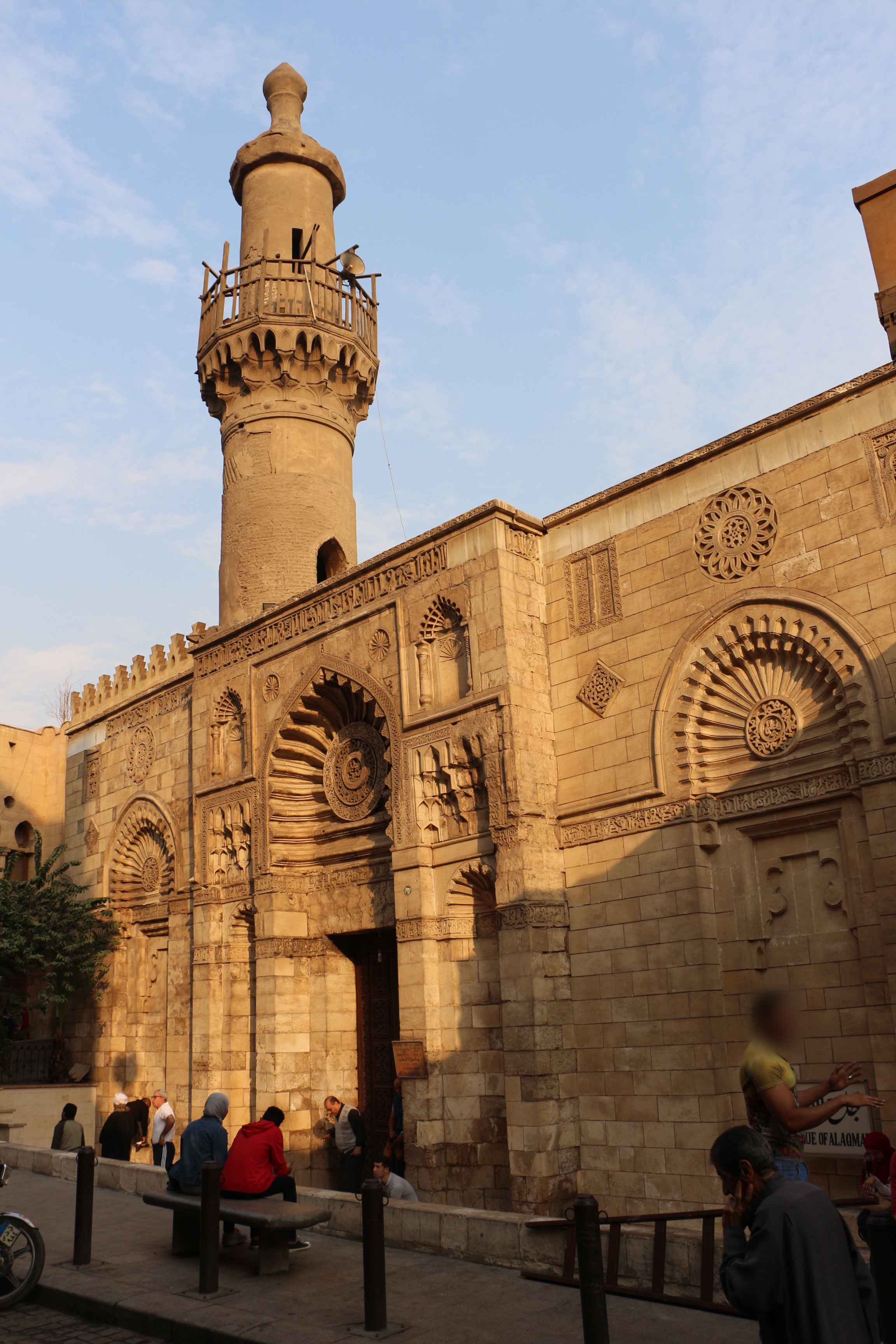
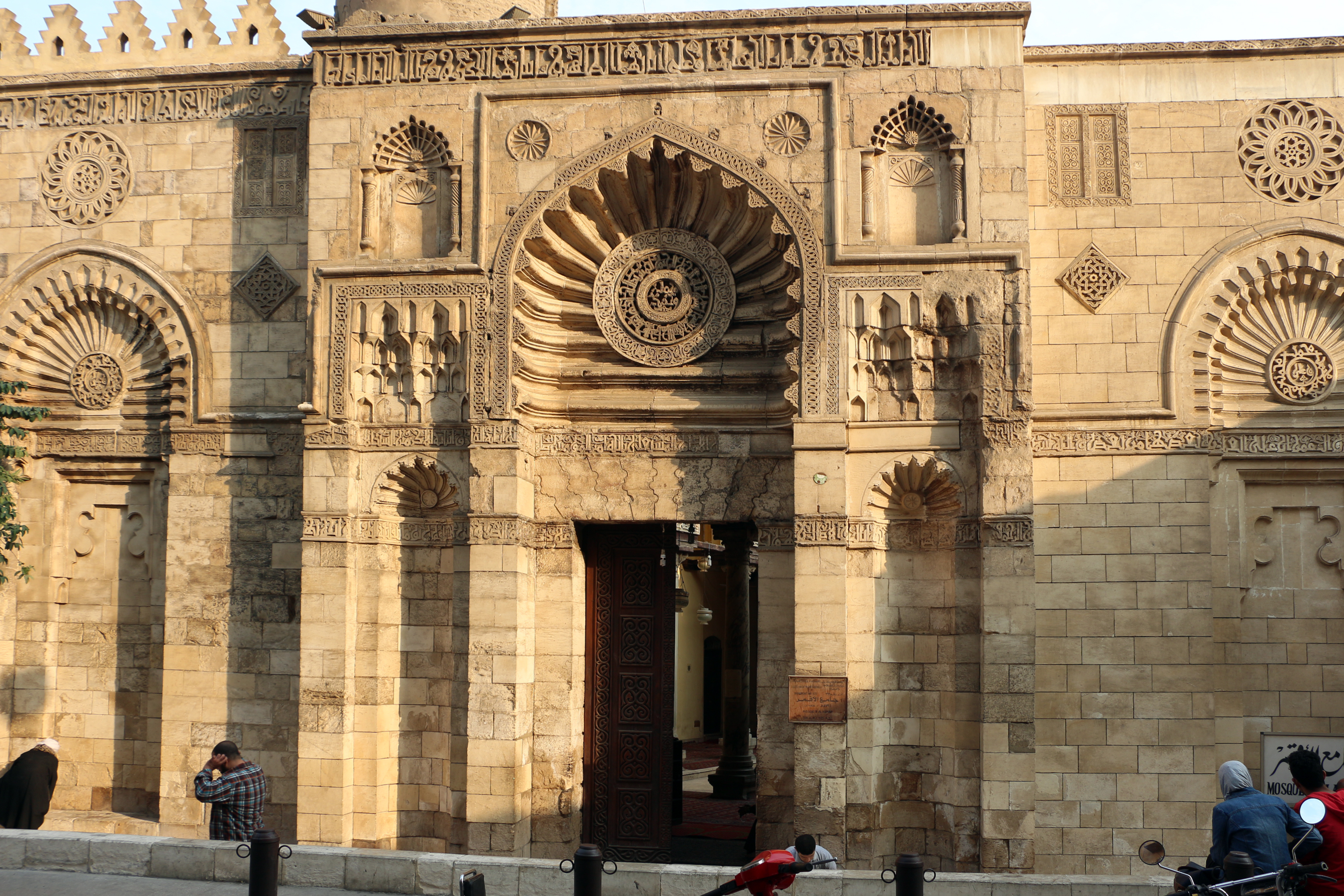
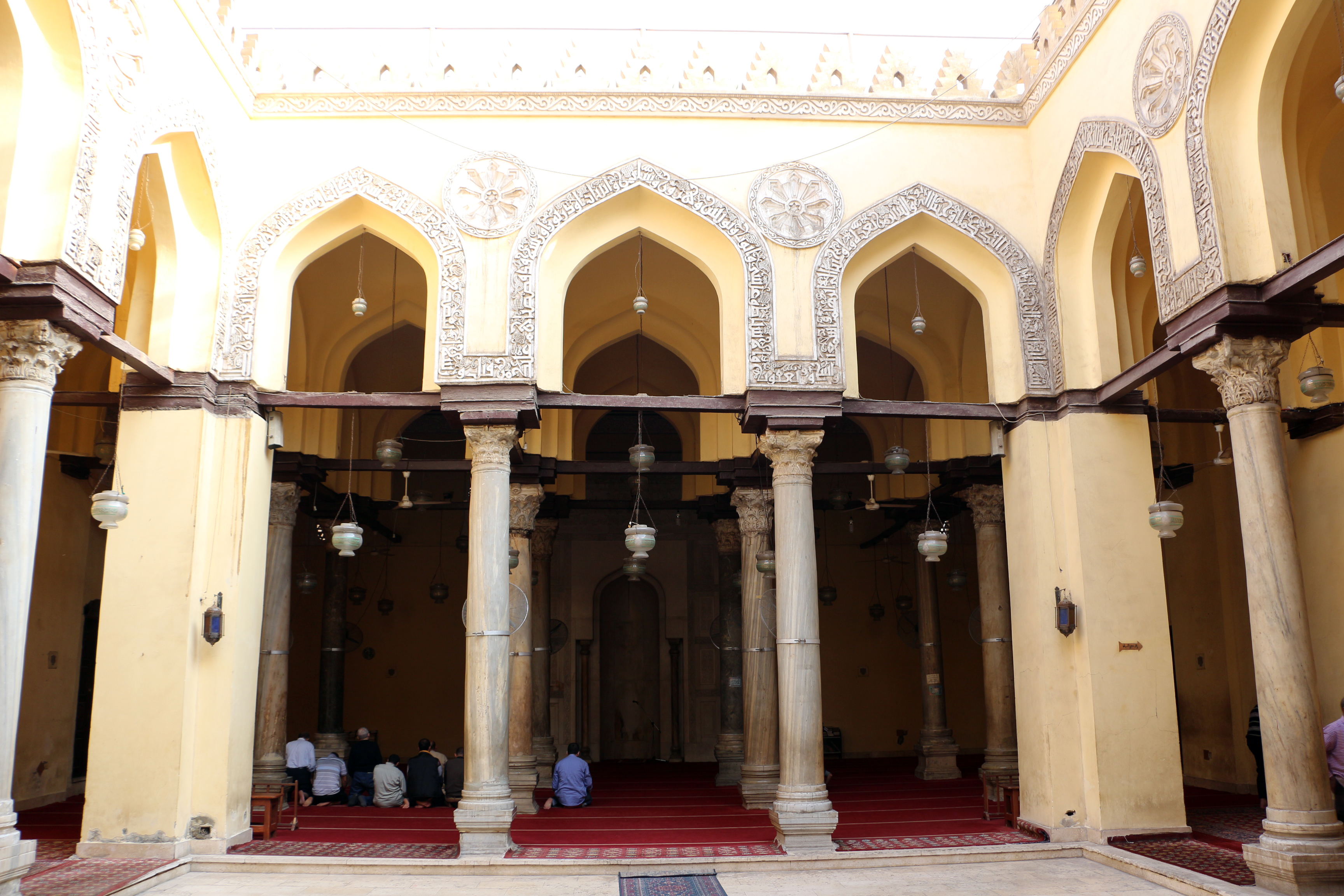
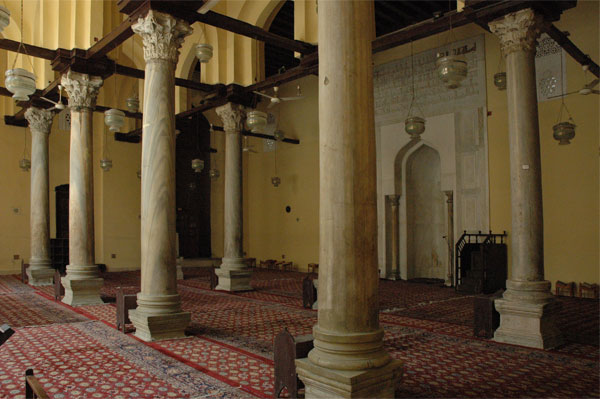
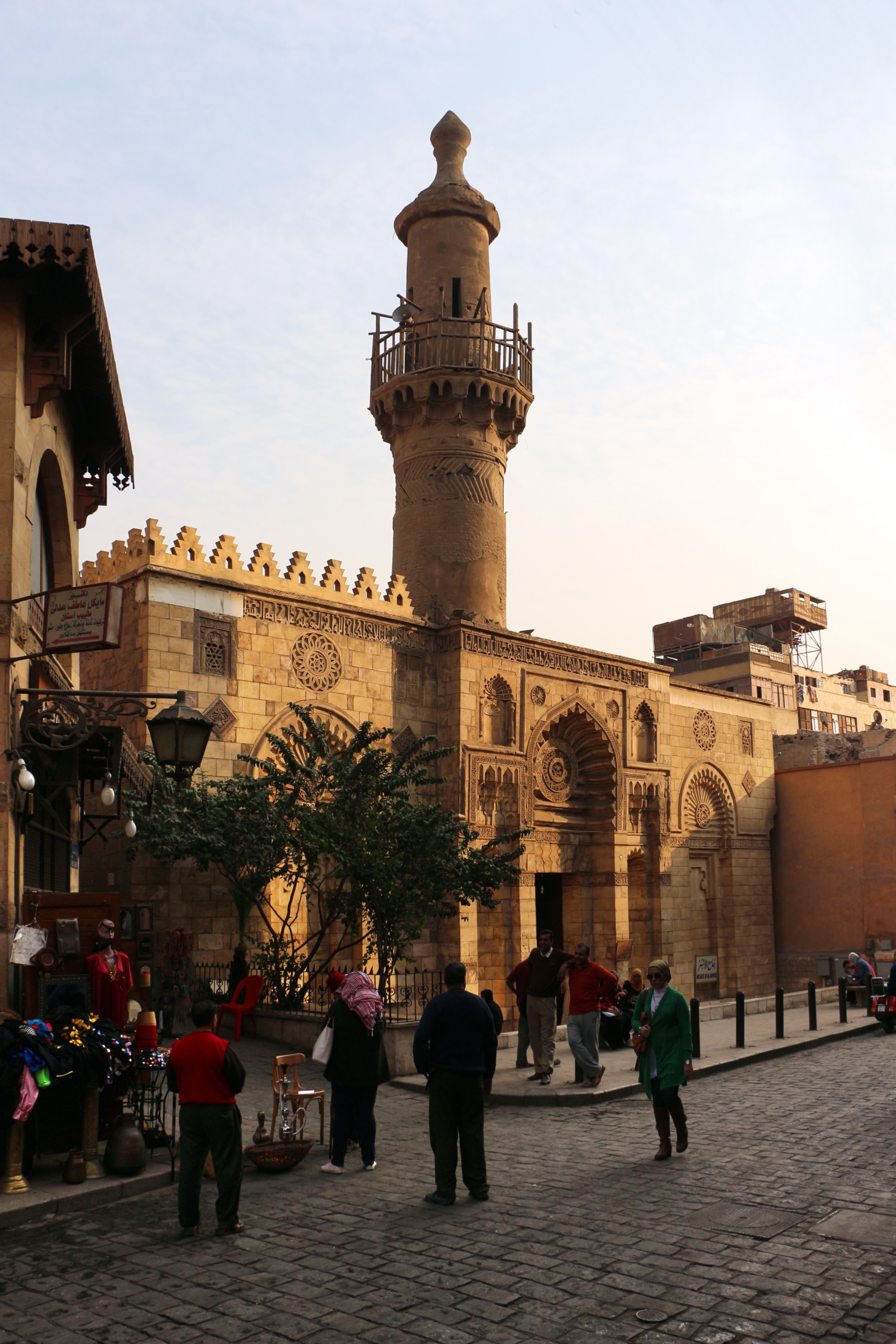
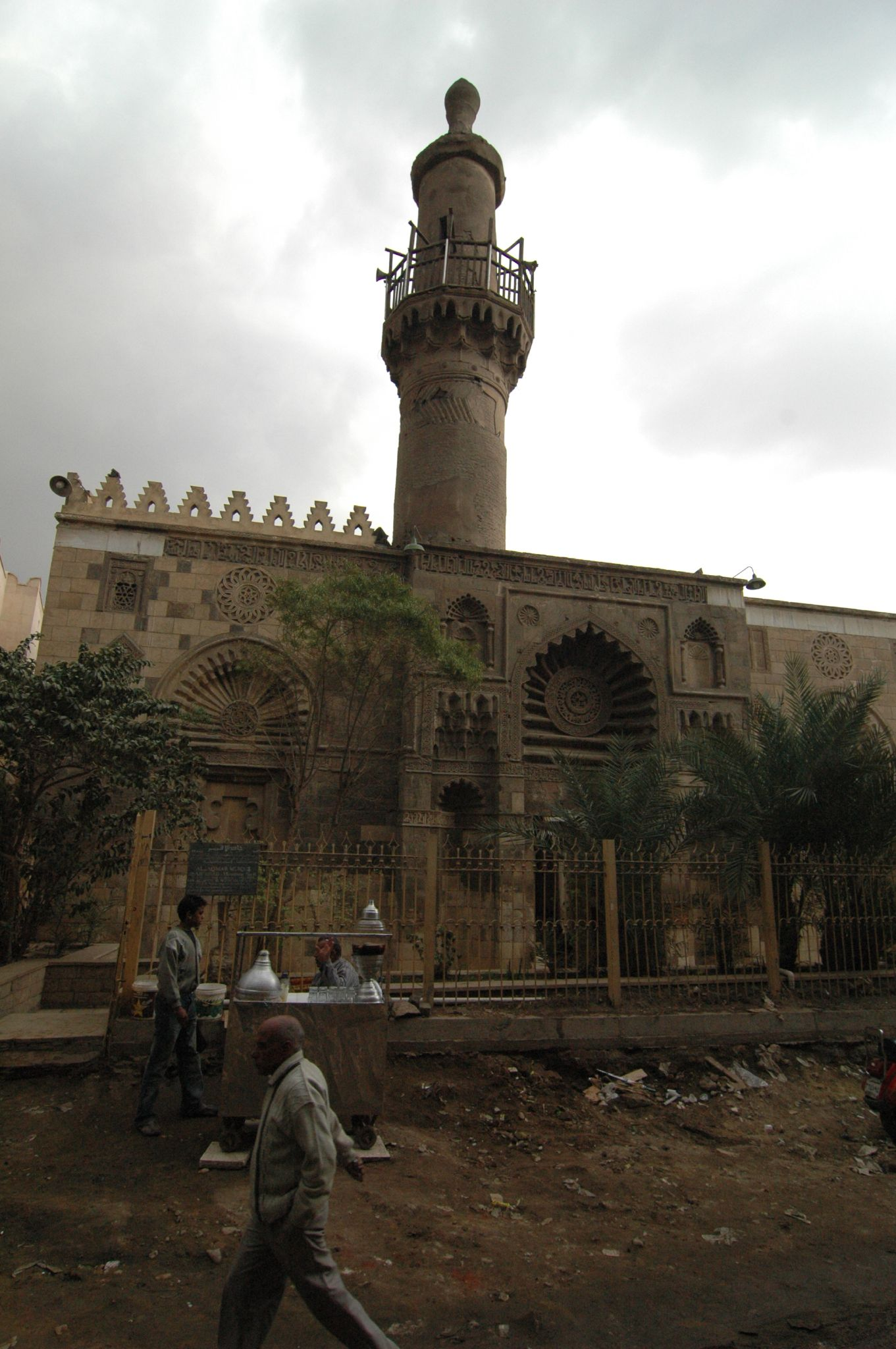
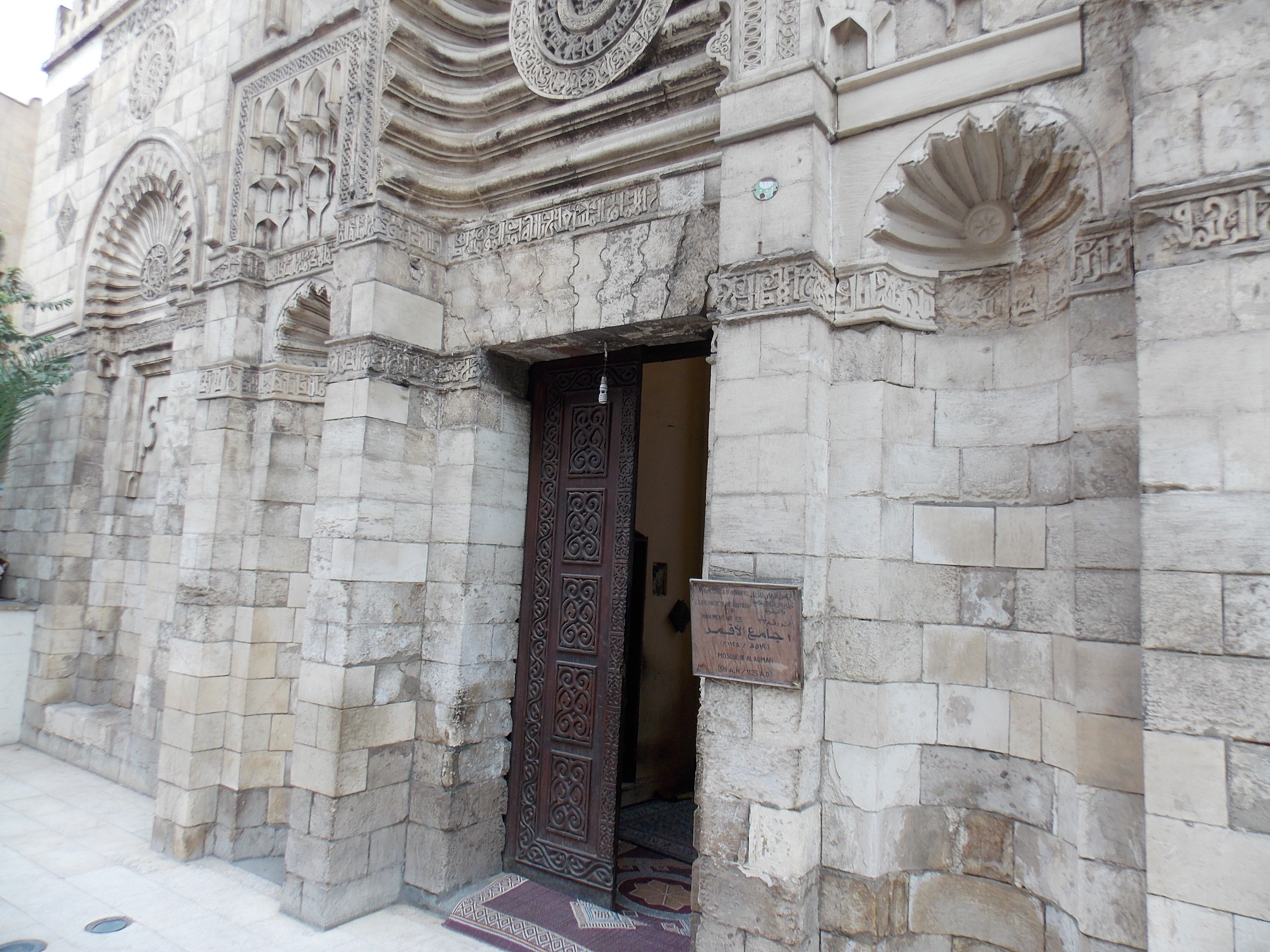